# Милен Кунчев
Милен Иванов Кунчев е бивш български футболист, нападател.

## Биография
Юноша е на Левски (София). Висок е 184 см и тежи 80 кг. Играл е за Етър, Академик (София), Ботев (Пловдив), Родопа, Хебър и Ал Джихад-Камишли (Сирия).
Първите си стъпки в професионалния футбол Кунчев прави в Етър, когато през есента на 1998 година играе в Б група. През следващата година преминава в столичния Академик, където играе в продължение на три сезона. През 2001 година става част от Ботев Пловдив, като с екипа на „канарчетата“ записва над 50 мача в А и Б група. През 2004 година преминава в тима на Родопа, а след това играе за Хебър. През 2005 година осъществява трансфер в Ал Джихад-Камишли (Сирия). В края на професионалната си кариера се завръща в Пазарджик.
След края на активната си състезателна кариера, Милен Кунчев става треньор в детско-юношеската школа на ФК Марица. В периода 2011 – 2016 е част школата на „пиратите“, където води различни юношески формации. През 2016 г. e привлечен в школата на пловдивския Локомотив, където в продължение на две години води отбора на набор 2003. От есента на 2018 г. работи в школата на Ботев Пловдив с набор 2006.

## Статистика по сезони
- Етър – 1998/ес. - Б група, 12 мача/4 гола
- Академик – 1999/пр. - Б група, 4/1
- Академик – 1999/00 - В група, 7/1
- Академик – 2000/01 - А ОФГ, 30/14
- Ботев – 2001/02 - Б група, 24/7
- Ботев – 2002/03 - A група, 23/6
- Ботев – 2003/ес. - A група, 10/1
- Родопа – 2004/пр. - A група, 6/1
- Хебър – 2004/05 - В група, 30/16
- Хебър – 2005/ес. - Б група, 5/1
- Ал Джихад-Камишли – 2005/06 - Сирийска Лига, 11/8
- Хебър – 2006/07 - Б група